# Warrensburg, Illinois
Warrensburg là một làng thuộc quận Macon, tiểu bang Illinois, Hoa Kỳ. Năm 2010, dân số của làng này là 1210 người.

## Dân số
Dân số qua các năm:
- Năm 2000: 1289 người.
- Năm 2010: 1210 người.